# Sainte-Marie-la-Robert
Sainte-Marie-la-Robert là một xã trong tỉnh Orne, vùng Normandie tây bắc nước Pháp. Xã Sainte-Marie-la-Robert nằm ở khu vực có độ cao trung bình 200 mét trên mực nước biển.